# Liste der Naturdenkmale in Remagen
Die Liste der Naturdenkmale in Remagen nennt die im Gebiet der Stadt Remagen ausgewiesenen Naturdenkmale (Stand 14. Februar 2024).

## Ehemalige Naturdenkmale
| Nr.         | Bezeichnung                                                                              | Lage                                                             | Beschreibung                                                         | Bild                                    |
| ----------- | ---------------------------------------------------------------------------------------- | ---------------------------------------------------------------- | -------------------------------------------------------------------- | --------------------------------------- |
| ND-7131-387 | Mammutbaum                                                                               | Rolandseck, Rheinufer Lage                                       | Sequoiadendron giganteum; gefällt, Rechtsverordnung aufgehoben       | Direkt Bild zu diesem Denkmal hochladen |
|             | Baumgruppe am Nordausgang von Oberwinter                                                 | Oberwinter, Hauptstraße Lage                                     | Rechtsverordnung aufgehoben                                          | Direkt Bild zu diesem Denkmal hochladen |
|             | Baumgruppe am Nordende der Rheinanlagen von Remagen                                      | Remagen Lage                                                     | Rechtsverordnung aufgehoben                                          | Direkt Bild zu diesem Denkmal hochladen |
|             | Baumgruppe am unteren Ende der Rheinanlagen bei Remagen                                  | Remagen Lage                                                     | Rechtsverordnung aufgehoben                                          | Direkt Bild zu diesem Denkmal hochladen |
|             | Keltische Ringanlage auf dem Scheidskopf                                                 | Remagen, westlich der Stadt; Distrikt Ober dem Scheitserweg Lage | Rechtsverordnung aufgehoben                                          | Direkt Bild zu diesem Denkmal hochladen |
|             | Rieseneiche auf dem Pfade zwischen Kloster Apollinarisberg und Plattborner Hof           | Remagen, nordwestlich der Stadt                                  | Quercus sp.; Rechtsverordnung aufgehoben                             | Direkt Bild zu diesem Denkmal hochladen |
|             | Zedern und Wellingtonkiefern bei der Villa Sölling und Schröder in Rolandseck am Bahnhof | Rolandseck, südlich von Am Kasselbach 4 Lage                     | Cedrus sp. und Sequoiadendron giganteum; Rechtsverordnung aufgehoben | Direkt Bild zu diesem Denkmal hochladen |